# Associazione Calcio "Gianni Corradini" 1942-1943
Questa voce raccoglie le informazioni riguardanti l'Associazione Calcio "Gianni Corradini"  nelle competizioni ufficiali della stagione 1942-1943.

## Rosa
| N. |                   | Ruolo | Calciatore         |
| -- | ----------------- | ----- | ------------------ |
|    | Italia (bandiera) | C     | Mario Benfenati    |
|    | Italia (bandiera) | A     | Angelo Bertoni     |
|    | Italia (bandiera) | A     | Bruno Bezzi        |
|    | Italia (bandiera) | C     | B. Bosi            |
|    | Italia (bandiera) | D     | E. Brenna          |
|    | Italia (bandiera) | D     | P. Cacciari        |
|    | Italia (bandiera) | A     | Ido Catelli        |
|    | Italia (bandiera) | P     | Renato Catuzzi     |
|    | Italia (bandiera) | A     | A. De Negri        |
|    | Italia (bandiera) | P     | S. Failoni         |
|    | Italia (bandiera) | C     | I. Fagnoni         |
|    | Italia (bandiera) | A     | A. Fiorese         |
|    | Italia (bandiera) | C     | Vivaldo Fornaciari |
|    | Italia (bandiera) | C     | A. Frignani        |
|    | Italia (bandiera) | D     | Riccardo Gabbiati  |
|    | Italia (bandiera) | A     | E. Gelati          |

| N. |                   | Ruolo | Calciatore         |
| -- | ----------------- | ----- | ------------------ |
|    | Italia (bandiera) | C     | Aldo Grandi        |
|    | Italia (bandiera) | C     | B. Maestri         |
|    | Italia (bandiera) | A     | Antenore Marmiroli |
|    | Italia (bandiera) | C     | Ezio Menghello     |
|    | Italia (bandiera) | A     | Mario Montresor    |
|    | Italia (bandiera) | D     | Ugo Mora           |
|    | Italia (bandiera) | D     | C. Pavarini        |
|    | Italia (bandiera) | A     | A. Portioli        |
|    | Italia (bandiera) | A     | Nello Portioli     |
|    | Italia (bandiera) | C     | Carlo Ratti        |
|    | Italia (bandiera) | A     | Giuseppe Saccone   |
|    | Italia (bandiera) | C     | A. Scaglioni       |
|    | Italia (bandiera) | A     | Erode Toffanetti   |
|    | Italia (bandiera) | A     | B. Zamateu         |
|    | Italia (bandiera) | P     | E. Zamperini       |